# Edith Müller
Edith Müller (ur. 3 marca 1949 w Kaldenkirchen) – niemiecka polityk, posłanka do Parlamentu Europejskiego IV kadencji.

## Życiorys
Studiowała prawo i nauki polityczne na uczelniach w Bonn, Marburgu i Madrycie. Pracowała w niemieckim oddziale Amnesty International, jako koordynatorka heskiego rządu w Bonn, a także we frakcji Zielonych w radzie miejskiej Akwizgranu. W latach 1994–1999 sprawowała mandat eurodeputowanej, była m.in. wiceprzewodniczącą Tymczasowej Komisji ds. Dochodzenia w Sprawie Wspólnotowego Systemu Tranzytu. Od 2000 do 2005 zasiadała w landtagu Nadrenii Północnej-Westfalii, pełniąc funkcję jego wiceprzewodniczącej. Później zatrudniona w heskim przedstawicielstwie w Berlinie (Hessische Landesvertretung).